# 미쓰다 슈토
미쓰다 슈토(일본어: 光田 脩人, 2002년 11월 25일~)는 일본의 축구 선수이다.

## 국가대표팀 경력
그는 2019년 FIFA U-17 월드컵에 참가할 일본 U-17 국가대표팀에 발탁되었다,